# Marcelo Silva
Marcelo Andrés Silva Fernández (Fray Bentos, Río Negro, Uruguay, 21 de marzo de 1989) conocido como Marcelo Silva, es un futbolista italo-uruguayo. Se desempeña de defensa central.

## Clubes
| Club           | País           | Año         | Part. | Goles | Asist. |
| -------------- | -------------- | ----------- | ----- | ----- | ------ |
| Danubio        | Uruguay        | 2007 - 2010 | 19    | 3     | 0      |
| Almería        | España         | 2010 - 2011 | 31    | 3     | 0      |
| Peñarol        | Uruguay        | 2012        | 17    | 2     | 0      |
| Almería        | España         | 2012 - 2014 | 30    | 1     | 3      |
| Las Palmas     | España         | 2014 - 2015 | 27    | 2     | 0      |
| Valladolid     | España         | 2015 - 2016 | 32    | 1     | 0      |
| Real Zaragoza  | España         | 2016 - 2017 | 35    | 1     | 1      |
| Real Salt Lake | Estados Unidos | 2017 - 2024 | 144   | 4     | 1      |
| Total          |                | 2007 - 2023 | 337   | 17    | 5      |

## Selección nacional
Marcelo Silva ha participado en las selecciones menores de Uruguay, siendo convocado para la Copa Mundial de Fútbol Sub-20 de 2009, donde jugó tres partidos.

### Participaciones enSudamericanos Sub-20
| Campeonato                  | Sede      | Resultado     | Part. | Goles |
| --------------------------- | --------- | ------------- | ----- | ----- |
| Sudamericano Sub-20 de 2009 | Venezuela | Tercer puesto | 7     | 1     |

### Participaciones enMundiales Sub-20
| Mundial                               | Sede   | Resultado        | Part. | Goles |
| ------------------------------------- | ------ | ---------------- | ----- | ----- |
| Copa Mundial de Fútbol Sub-20 de 2009 | Egipto | Octavos de final | 3     | 0     |